# Resolució 966 del Consell de Seguretat de les Nacions Unides
La Resolució 966 del Consell de Seguretat de les Nacions Unides fou adoptada per unanimitat el 8 de desembre de 1994. Després de reafirmar les resolucions 696 (1991), 868 (1993) i totes les resolucions sobre Angola, el Consell va discutir el seguiment de un alto el foc al país i ampliar el mandat de la Segona Missió de Verificació de les Nacions Unides a Angola (UNAVEM II) fins al 8 de febrer de 1995.
El Consell va reafirmar la importància de l'aplicació dels Acordos de Paz. Va celebrar la signatura del protocol de Lusaka el 20 de novembre de 1994, un pas important cap a la reconciliació i la pau a Angola. Si hi hagués un alto el foc, les Nacions Unides podrien expandir-se significativament, i considera inacceptables altres retards en l'aplicació dels acords de pau. Els informes de nous enfrontaments al país després de l'aplicació de l'alto el foc han causat preocupació al Consell cosa que tindria efectes sobre l'aplicació del Protocol de Lusaka, la població civil i el mandat de la UNAVEM II. Es va recordar a tots els estats que implementessin l'embargament d'armes contra UNITA previst a la Resolució 864 (1993).
El mandat de la UNAVEM II es va ampliar per supervisar l'alto el foc previst en el protocol de Lusaka, encomanant tant al Govern d'Angola com a UNITA de signar-lo. L'acord d'alto del foc seria seguit de prop pel Consell de Seguretat i el Secretari General Boutros Boutros-Ghali havia de mantenir informat al respecte al Consell. Va donar la benvinguda a la seva intenció, juntament amb la Resolució 952 (1994), per restablir la força de la UNAVEM II en el seu nivell anterior, depenent del compliment de l'alto el foc. El personal també es desplegarà al terreny com a mesura de creació de confiança.
Es va demanar al secretari general que informés sobre una nova operació de les Nacions Unides a Angola (que més tard es va conèixer a la Tercera Missió de Verificació de les Nacions Unides a Angola) amb la intenció de revisar el paper de les Nacions Unides el 8 de febrer de a 1995. Mentrestant, es va donar la benvinguda a la represa de les operacions d'ajuda humanitària a Angola. Les parts havien de garantir la seguretat dels treballadors humanitaris. Finalment, el secretari general va informar al Consell sobre els esdeveniments a Angola i sobre un programa complet de desminatge per al país.
La Resolució 966 va ser l'última resolució en parlar de la UNAVEM II, ja que es establir una nova missió de manteniment de la pau, la UNAVEM III, en la Resolució 976 al febrer de 1995.